# کوملوجا (تاش‌اوا)
کوملوجا (به لاتین: Kumluca) یک منطقهٔ مسکونی در ترکیه است که در تاشوا واقع شده‌است.